# Črna stotnija
Črna stotnija (rusko Чёрная сотня, latinizirano: Čornaja sotnja), njeni pripadniki znani kot črnostotniki (rusko черносотенцы (beri: černostotenci))), je bilo konzervativno, monarhistično in skrajno nacionalistično nasilno gibanje v Rusiji v začetku 20. stoletja. Bilo je odločen zagovornik vladarske hiše Romanovih in je nasprotovalo kakršnemukoli omejevanju avtokracije (samodrštva) vladajočega cesarja.

## Zgodovina

### Ime
Ime izhaja iz srednjeveškega pojmovanja črnega ljudstva, tj. navadnega, preprostega ljudstva, ki ne pripada plemstvu, ter je povezano v oborožene milice.

### Politika napetosti
Črnostotniki so spodbujali in uprizarjali pogrome, širili nacionalistično-šovinistične velikoruske in panslavistične ideje; do drugih narodov, zlasti do Ukrajincev, so podžigali prezir in nestrpnost; spodbujali so tudi antisemitizem.
Ideologija črnostotnikov je temeljila na geslu, ki ga je oblikoval grof Uvarov in bi ga lahko povzeli takole: »Pravoslavje, samodrštvo, nacionalizem« – oziroma: Pravoslavna cerkev, romanovska država, ruski narod.

## Ideologija Nietzschejevega Übermenscha
Sočasno se je po Evropi širila ideologija Nietzschejevega Übermenscha. Nemški izraz Übermensch - tj. nadčlovek - je pogostoma uporabljal Hitler in nacistično-fašistični režimi, da bi opisali svojo zamisel o biološki večvrednosti arijske oziroma germanske oziroma svoje kot gospodovalne rase; rasistična izpopolnitev Nietzschejevega Übermenscha kot protiuteži krščanstvu je postala filozofski temelj za nacionalsocialistične ideje, ki so pogubne, četudi jih včasih zakrivajo s plaščem ortodoksnosti, češ da so vsi drugi (kristjani) heretiki. Razumljivo, da pred tako zapeljivimi idejami o lastni (narodnostni, nazorski ali verski) večvrednosti in tuji manjvrednosti ni bil in ni varen noben velik narod, ideologija ali verstvo, pa tako tudi ruski ne.
O tem pričajo sorazmerno številni sodobni črnostotniški spleti.

### Spleti sodobnih črnostotniških organizacij
Ideje, ki jih je zastopala nekdanja Črna stotnija - kljub njeni nasilni zadušitvi ob nastopu Oktobrske revolucije 1917 - niso izginile, ampak so ostale žive do danes. Nekateri tovrstni spleti se celo "dičijo" z imenom črnostotnikov. Okvirno se ti spleti razglašajo za strpne, demokratične in svobodoljubne. 
1. Официальный портал общественно-патриотического движения «Чёрная Сотня»
2. Официальный региональный портал ОПД «Чёрная Сотня» в Санкт-Петербурге
3. Общество «Союз русского народа»
4. Портал «Русская народная линия»
5. Газета «Православная Русь»
6. Издательство «Русская Идея»
7. Издательсто «Чёрная Сотня»

## Spleti – zunanje povezave
- Молодцова М. С. Черносотенные союзы: на защите самодержавия Arhivirano 2017-06-20 na Wayback Machine.
- Молодцова М. С. Черносотенцы в борьбе с революционным движением в 1905—1907 гг. Уроки Первой русской революции. Arhivirano 2017-04-17 na Wayback Machine.
- Молодцова М. С. Черносотенные союзы в сетях противоречий (1907—1913 гг.)
- Молодцова М. С. Черносотенцы: уход с политической арены
- Лебедев С. В. Идеология правого радикализма начала XX-го века
- Омельянчук И. В. Социальный состав черносотенных партий в начале XX века
- Алексеев И. Е. Чуваши-черносотенцы. «Постановочные» заметки о деятельности чувашских отделов русских право-монархических организаций
- Степанов С. А. «Черносотенный террор 1905—1907 гг.»
- Степанов С. И. Русское гражданское общество — опричная монархия
- Ганелин Р. Царизм и черносотенство
- Ганелин Р. От черносотенства к фашизму // Ad hominem. Памяти Николая Гиренко. СПб.: МАЭ РАН, 2005, с. 243—272
- Лебедев С. В. Идеология правого радикализма начала XX-го века
- Кротов Я. Г. Чёрная сотня передача «С христианской точки зрения» от 07.07.2005 на Радио Свобода
- Витухновская М. Чёрная сотня под финским судом Журнал «Нева» № 10 2006
- Langer Jacob. Corruption and the counterrevolution: the rise and fall of the black hundred
- Рецензия на книгу С. А. Степанова «Чёрная сотня» в журнале «Народ Книги в мире книг»

### Izdaje iz 20. stoletja (Издания начала XX века)
- Признаки чёрной сотни в Тюмени // Сибирский листок. № 84. 27 октября 1905 год. Тобольск
- Руководство черносотенца-монархиста. — М., 1906. — 16 с..
- Грингмут В. А. Руководство черносотенца-монархиста. Изд. 2-е. М., 1911.
- Майков А. А. Революционеры и черносотенцы. СПб., 1907.
- Образцов В. А. Доклад черносотенца о Государственной Думе 3-го созыва. Харьков, 1908.
- Соколовский С. А. «Революционеры» и «Чёрная сотня». Казань, 1906.
- Список отдельных патриотических организаций России. СПб., 1906.
- Третий Всероссийский съезд русских людей в Киеве. Киев, 1906.